# كارلوس فريتاس
كارلوس فريتاس (20 يناير 1994 في البرتغال - ) هو لاعب كرة قدم برتغالي في مركز الدفاع.

## وصلات خارجية
- كارلوس فريتاس على موقع قاعدة بيانات كرة القدم.إي يو (الإنجليزية)
- كارلوس فريتاس على موقع Soccerway.com (الإنجليزية)